# Thanatus dahurianus
Thanatus dahurianus är en spindelart som beskrevs av Dmitri Viktorovich Logunov 1997. Thanatus dahurianus ingår i släktet Thanatus och familjen snabblöparspindlar. Inga underarter finns listade i Catalogue of Life.